# Gladiolus inflatus
Gladiolus inflatus là một loài thực vật có hoa trong họ Diên vĩ. Loài này được (Thunb.) Thunb. miêu tả khoa học đầu tiên năm 1800.